# IOS 26
iOS 26은 애플의 아이폰용 iOS 운영 체제의 19번째이자 다음 주요 릴리스이다. 2025년 6월 9일, 애플의 WWDC에서 발표되었으며, 9월에 출시될 예정이다.
이것은 iOS 18의 직접적인 후속작이다. 버전 번호가 26으로 상향 조정된 것은, 출시 다음 해를 기준으로 하는 애플 운영 체제의 통합 버전 번호 정책이 새로 발표되었기 때문이다(차량 모델 연도와 유사).

## 기능

### 시스템 기능

#### 사용자 인터페이스
iOS 26은 리퀴드 글래스로 알려진 새로운 통합 뉴모픽 디자인 언어를 모든 애플 플랫폼에 도입한다. VisionOS의 영향을 받은 이 디자인은 iOS 7에서 도입된 플랫 디자인 언어를 대체하여 "유리의 광학적 특성"(포함 굴절)을 가진 둥근 반투명 요소를 활용하며, 이는 움직임, 콘텐츠 및 입력에 반응한다. 또한 iOS 6 및 이전 버전의 스큐어모피즘과 유사하며, 카메라 앱의 새로운 아이콘(iOS 6 및 이전 버전의 아이콘과 유사)에서 가장 두드러진다. 여러 앱(카메라 및 사파리 포함)은 새로운 디자인 언어를 반영하여 사용자 인터페이스를 재설계했다.

#### 홈 화면 및 잠금 화면
잠금 화면의 위젯은 이제 시간 아래 상단에만 있는 것이 아니라 하단에도 배치할 수 있다. 잠금 화면에 표시되는 시간의 높이는 동적이며, 배경에서 인식되는 객체에 따라 하단 또는 상단에 있거나 아래에서 쌓이는 알림 스택에 따라 증가하거나 감소할 수 있다.
어둡게, 밝게, 착색 테마 외에도 iOS 26은 Liquid Glass로 도입된 유리 같은 효과를 사용하는 아이콘으로 홈 화면을 변경하는 "투명" 테마를 추가한다.
잠금 화면을 사용자 정의할 때, 사용자는 홈 화면 배경화면에 3D 효과를 적용하여, 휴대폰을 움직일 때 피사체가 화면 밖으로 튀어나오는 것처럼 보이게 할 수 있다.

#### 배터리
- 적응형 전력: 기기 사용량이 평소보다 높을 때 사용되는 새로운, 덜 공격적인 에너지 절약 모드가 도입되었다. 이는 기존 모드처럼 백그라운드 활동을 차단하지 않고, 화면 밝기 줄이기 또는 프로세스 속도 늦추기와 같은 작은 조정을 한다.
- 충전 시간: 전체 충전 예상 시간이 잠금 화면 및 설정에 표시된다.
- 향상된 배터리 사용 통계: 일일 배터리 소모량이 색상으로 구분된다: 사용량이 높으면 주황색, 낮거나 일반적인 사용량은 파란색. 각 앱은 평소보다 더 많은 알림을 보냈는지, 백그라운드에서 더 오래 실행되었는지, 또는 더 많은 배터리를 소모했는지 보여준다.

#### 손쉬운 사용
- 읽기 모드: 시각 장애, 저시력 또는 기타 읽기 장애가 있는 사용자를 돕기 위해 설계된 새로운 시스템 수준 읽기 모드로, 텍스트를 더 쉽게 읽을 수 있게 한다.
- 점자 접근: 사용자의 휴대폰을 완전한 점자 필기 도구로 전환하여 외부 장치 없이도 가능하다. 이는 화면 또는 점자 디스플레이를 통한 점자 입력, 계산을 위한 네메스 코드, 점자 파일 읽기, 앱 탐색을 지원한다. 또한 점자 디스플레이에 실시간 대화 기록을 제공한다.[6]
- 머리 추적: 머리 움직임을 추적하여 화면의 포인터를 제어하고 얼굴 움직임(눈썹 올리기, 입 열기, 미소 짓기, 혀 내밀기, 눈 깜박임 등)에 따라 사용자 지정 작업을 수행할 수 있다.

- 이퀄라이저: 오디오 및 시각 효과 아래 손쉬운 사용 설정에 두 가지 모드("편안함" 및 "집중")를 가진 새로운 오디오 이퀄라이저가 추가되어 자동 주파수 조절이 가능하다.

#### 애플 인텔리전스
iOS 26은 새로운 애플 인텔리전스 기능을 도입한다. 애플 인텔리전스 모델은 더욱 효율적으로 만들어졌으며 추가 언어를 지원한다. 온디바이스 모델을 사용하여 음성 및 텍스트 대화의 실시간 번역을 지원하며, 이제 Genmoji는 프롬프트를 사용할 필요 없이 기존 이모티콘을 병합하도록 호출할 수 있다.
시각 지능(Visual Intelligence)과 이미지 놀이터(Image Playground)에는 추가 ChatGPT 통합 기능도 포함된다.
새로운 파운데이션 모델(Foundation Models) 프레임워크는 애플 인텔리전스 기능이 타사 앱에 통합될 수 있도록 허용한다. 애플은 스위프트 앱이 단 세 줄의 코드로 프레임워크를 구현할 수 있다고 밝혔다.

#### 음성 받아쓰기
단어 철자: 이제 받아쓰기할 때 단어의 철자를 말할 수 있어 복잡하거나 인식되지 않는 단어에 유용하다.

#### 상시표시형 디스플레이(AOD)
AOD용 배경화면 블러: 새로운 설정으로 사용자가 AOD의 배경화면 이미지에 블러 효과를 적용할 수 있다.

### 앱 기능

#### 전화
- 통화 스크리닝은 알 수 없는 번호의 전화를 자동으로 받아 실제 사람이 건 전화인지 스팸인지 판단한다. 발신자에게 본인 확인과 통화 목적을 묻는다. 통화가 합법적이라고 판단되면 통화를 연결하고 전화가 울린다.
- 보류 지원을 통해 통화를 보류하고, 대화를 재개할 준비가 되었을 때 발신자에게 알릴 수 있다.
- 최근 통화 기록 탭으로 전화 걸기: 이 설정을 비활성화하면 통화 기록에서 이름이나 번호를 탭하여 의도치 않게 전화가 걸리는 것을 방지할 수 있다.
- 통화 중 실시간 번역: 발신자의 음성을 실시간으로 번역하여 통화 중 원하는 언어로 변환할 수 있다.
- 전화 햅틱: 전화 앱은 이제 햅틱 피드백을 제공하여 상대방이 전화를 받을 때 진동을 전달한다.

#### 메시지
메시지 앱은 이제 사용자 지정 배경, 설문 조사 및 그룹 채팅에서 타이핑 중인 사용자 표시기(user indicator)를 지원한다. 또한 사용자는 전체 메시지 대신 메시지 텍스트의 일부를 선택하고 복사할 수 있다.
- 스팸 방지: 알 수 없는 발신자로부터 온 스팸 메시지는 자동으로 인식되어 별도의 목록으로 이동된다.
- 메시지 실시간 번역: 실시간으로 번역을 활성화하여 한 언어로 작성된 모든 내용이 다른 언어로 작성된 메시지로 전송되도록 할 수 있다.

#### 음악
- 노래 및 앨범 고정: 사용자는 좋아하는 노래나 앨범을 보관함 상단에 고정할 수 있다.
- 라이브 가사 번역 및 발음: 다른 언어의 노래 가사를 이해하고, 발음을 몰라도 노래를 부를 수 있게 해준다.
- 오토믹스(AutoMix): 타임 스트레칭 및 비트 매칭 기술을 사용하여 완벽한 믹스를 얻기 위해 한 곡에서 다른 곡으로 전환한다.
- 플레이리스트 폴더: 플레이리스트를 넣을 폴더를 만들 수 있다.

#### 사진
하단에 명령 모음이 있는 새로운 레이아웃이 있어 라이브러리, 컬렉션, 검색으로 빠르게 전환할 수 있다.
- 공간 장면: 사진에 3D 효과를 적용하여 휴대폰이 움직일 때 표현된 피사체가 화면 밖으로 튀어나오는 것처럼 보이게 할 수 있다. 이는 아이폰에 적용된 동일한 visionOS 기술이다.

#### 카메라
카메라 인터페이스는 이제 더 간단해졌으며, "사진"과 "비디오"라는 두 개의 주요 버튼이 처음부터 하단에 표시된다. 확장 가능하고 스크롤 가능한 명령 모음은 다른 촬영 모드를 보여준다. 메뉴도 더욱 직관적이다. 플래시, 타이머, 사진 형식과 같은 제어 기능에 접근하려면 스와이프 제스처 없이 도구 모음 상단의 격자 모양 버튼을 탭하기만 하면 된다.
렌즈 청소 힌트는 이미지 품질을 향상시키기 위해 카메라 렌즈를 청소해야 할 때 제안을 표시하는 새로운 설정이다.

#### 메모
메모 앱은 통화를 메모로 녹음하고 필사할 수 있으며, 마크다운이 새로운 내보내기 옵션으로 추가되었다.

#### 미리 알림
미리 알림 컨트롤을 제어 센터에 추가하여 거기서 바로 미리 알림을 빠르게 생성할 수 있다.

#### 지도
- 선호 경로: 집, 학교, 직장 등 매일 다니는 경로를 자동으로 학습하여 수동으로 확인하지 않고도 미리 지연을 알려준다.
- 즐겨찾는 장소: 자주 방문하는 장소(예: 바 또는 공원)를 저장하여 즉시 찾을 수 있다.

#### 사파리
- 기존의 "탭 바"(하단) 및 "단일 탭"(상단) 스타일 외에 세 번째 "컴팩트"(부동) 스타일이 탭에 추가되었다.
- HDR 이미지 및 SVG 아이콘 지원이 추가되었다.[10]

#### 파일
- 폴더 사용자화: 이제 폴더에 색상을 지정하고 사용자 지정 아이콘을 할당하여 쉽게 식별할 수 있다.
- 앱별 파일 형식: 파일 앱에서 해당 파일 형식을 열어야 하는 기본 앱을 빠르게 지정할 수 있다.
- 오디오 파일을 벨소리로: 파일(MP3, M4A 등)을 선택하고 공유를 탭한 다음 "벨소리로 사용"을 선택하여 오디오 파일을 직접 벨소리로 사용할 수 있다.

#### 시계
알람: "다시 알림" 시간을 1분에서 15분까지 조절할 수 있다. 알람 중지 또는 다시 알림 버튼은 잠에서 깰 때 쉽게 접근할 수 있도록 크게 표시된다.

#### 계산기
수학 노트: 3변수 방정식 및 3D 그래프가 이제 지원된다.

#### 암호
- 암호 기록을 통해 이전 암호와 변경 날짜를 볼 수 있다.
- 암호 내보내기를 통해 암호, 패스키 및 확인 코드를 다른 암호 관리 앱으로 안전하게 내보낼 수 있다.

#### 저널
다중 저널: 이제 하나의 저널 대신 여러 개의 저널을 만들 수 있다.

#### 팟캐스트
대화 향상: 음성을 강조하고 배경 소음 및 음악을 줄여 팟캐스트 오디오를 향상시키는 새로운 옵션이다. 팟캐스트 속도를 조절하기 위해 나타나는 메뉴에 있다.

#### 홈
홈은 iOS 16에서 도입된 재설계된 Apple Home 아키텍처만 지원하며 기존 아키텍처에 대한 지원은 종료한다.

#### 게임
새로운 게임 앱은 앱 스토어 및 애플 아케이드의 게임, 그리고 게임 센터 소셜 기능을 위한 인터페이스를 제공한다.

#### Apple 지갑
애플 지갑 앱은 탑승권에 대한 추가 기능을 추가하며, 여기에는 해당 공항의 실내 지도와 실시간 비행 정보를 라이브 활동으로 표시하는 기능이 포함된다. 미국 사용자는 자신의 디지털 여권을 지갑에 추가할 수도 있다.

#### 단축어
AI 동작: 새로운 동작을 통해 AI 기능을 활용하는 명령을 만들 수 있다. 이러한 명령은 클라우드(개인 클라우드 컴퓨팅), 온디바이스 또는 ChatGPT와 같은 AI 모델 또는 "엔진"을 선택하는 동작으로 시작한다.

### 보안 및 개인 정보 보호

#### 유선 액세서리 권한
개인 정보 및 보안 설정에 새로운 권한이 있어 휴대폰이 잠겨 있을 때 케이블로 연결된 액세서리 사용을 허용하거나 거부할 수 있다. 선택할 수 있는 옵션은 다음과 같다: 항상 묻기, 새 액세서리에 대해 묻기, 휴대폰 잠금 해제 시 자동으로 허용, 항상 허용.

#### 차단된 연락처
개인 정보 및 보안 설정에 새로운 섹션이 있어, 자동으로 스팸으로 분류된 모든 알 수 없는 전화번호와 같이 다양한 앱에서 차단된 모든 연락처를 모아 보여준다.

## 지원 장치
iOS 26은 Apple A13 Bionic 프로세서 이상을 탑재한 기기가 필요하며, 이에 따라 아이폰 XS, XS Max, XR에 대한 지원이 중단된다. 애플 인텔리전스 기능은 Apple A17 Pro 프로세서 이상이 필요하다.
| 기기                          | 지원 여부 | 애플 인텔리전스 지원 |
| ----------------------------- | --------- | -------------------- |
| 아이폰 11                     | Yes       | No                   |
| 아이폰 11 프로 & 11 프로 맥스 | Yes       | No                   |
| 아이폰 SE (2세대)             | Yes       | No                   |
| 아이폰 12 & 12 미니           | Yes       | No                   |
| 아이폰 12 프로 & 12 프로 맥스 | Yes       | No                   |
| 아이폰 13 & 13 미니           | Yes       | No                   |
| 아이폰 13 프로 & 13 프로 맥스 | Yes       | No                   |
| 아이폰 SE (3세대)             | Yes       | No                   |
| 아이폰 14 & 14 플러스         | Yes       | No                   |
| 아이폰 14 프로 & 14 프로 맥스 | Yes       | No                   |
| 아이폰 15 & 15 플러스         | Yes       | No                   |
| 아이폰 15 프로 & 프로 맥스    | Yes       | Yes                  |
| 아이폰 16 & 16 플러스         | Yes       | Yes                  |
| 아이폰 16 프로 & 16 프로 맥스 | Yes       | Yes                  |
| 아이폰 16e                    | Yes       | Yes                  |

## 출시 역사
iOS 26의 첫 베타는 2025년 6월 9일 개발자들에게 출시되었으며, 첫 베타의 개정 빌드는 6월 13일 아이폰 15 시리즈와 아이폰 16 시리즈를 위해 출시되었다.
| 버전        | 빌드     | 출시일          | 참고                                                       |
| ----------- | -------- | --------------- | ---------------------------------------------------------- |
| 26.0 beta 1 | 23A5260n | 2025년 6월 9일  | 개발자 베타로 제공되며, 7월에 퍼블릭 베타가 예정되어 있다. |
| 26.0 beta 1 | 23A5260u | 2025년 6월 13일 | 아이폰 15 및 16 시리즈 전용으로 제공된다.                  |

## 같이 보기
- iPadOS 26
- macOS Tahoe